# Семантика Кріпке
Семантика Кріпке є поширеною семантикою для некласичних логік, таких як інтуїціоністська логіка і модальна логіка. Її створив Саул Кріпке в кінці 1950-х — початку 1960-х років. Це було значним досягненням у розвитку теорії моделей для некласичних логік.

## Семантика для модальної логіки
Розглянемо одномодальні пропозиціональні логіки.
Шкалою (структурою) Кріпке {\displaystyle F} з одним відношенням називається пара {\displaystyle (W,R)}, де {\displaystyle W} — це довільна множина (часто кажуть, множина можливих світів), а {\displaystyle R\subset W\times W} — відношення на {\displaystyle W} (множина стрілок або впорядкованих пар), що визначає досяжність одного світу з іншого.
Моделлю Кріпке {\displaystyle M} називається пара {\displaystyle (F,V)}, де {\displaystyle V} — це оцінка на шкалі, яка кожній змінній ставить у відповідність множину світів, у яких ця змінна вважається істинною. Формально оцінку подають, як функцію з множини змінних {\displaystyle PL} у множину всіх підмножин {\displaystyle W}. Істинність у точці в моделі Кріпке позначається знаком {\displaystyle \models } і визначається індукцією за довжиною формули:
```

  

    

      

        
M

        
,

        
x

        
⊨

        
p

      

    

    
{\displaystyle M,x\models p}

  

, якщо 

  

    

      

        
x

        
∈

        
V

        
(

        
p

        
)

      

    

    
{\displaystyle x\in V(p)}

  

  

    

      

        
M

        
,

        
x

        
⊭⊥

      

    

    
{\displaystyle M,x\not \models \perp }

  

  

    

      

        
M

        
,

        
x

        
⊨

        
A

        
→

        
B

      

    

    
{\displaystyle M,x\models A\to B}

  

, якщо 

  

    

      

        
M

        
,

        
x

        
⊭

        
A

      

    

    
{\displaystyle M,x\not \models A}

  

 або 

  

    

      

        
M

        
,

        
x

        
⊨

        
B

      

    

    
{\displaystyle M,x\models B}

  

  

    

      

        
M

        
,

        
x

        
⊨

        
◻

        
A

      

    

    
{\displaystyle M,x\models \Box A}

  

, якщо 

  

    

      

        
∀

        
y

        
:

        
(

        
x

        
R

        
y

        
⇒

        
M

        
,

        
y

        
⊨

        
A

        
)

      

    

    
{\displaystyle \forall y:(xRy\Rightarrow M,y\models A)}

  

```

Інші логічні зв'язки, такі як {\displaystyle \lor }, {\displaystyle \land } і {\displaystyle \lnot } можна виразити через {\displaystyle \to } і {\displaystyle \perp }. Дуальний модальний оператор {\displaystyle \Diamond } виражається так: {\displaystyle \Diamond A\;{\stackrel {def}{=}}\;\lnot \Box \lnot A}.
Аналогічно можна визначити семантику для багатомодальних логік, для цього в шкалі Кріпке має бути стільки відношень, скільки є модальностей у логіці.
| Логіка | Це незавершена стаття з логіки. Ви можете допомогти проєкту, виправивши або дописавши її. |